# Garpkölen
Garpkölen é a montanha mais alta da província histórica da Hälsingland. Está localizada a sudeste da cidade de Sveg. O seu ponto mais alto tem 671 metros.
A própria montanha e a área em seu redor constituem a Reserva natural de Garpkölen (Garpkölens naturreservat), uma zona protegida desde 2009 com 80 hectares, compreendendo floresta de coníferas com algumas árvores folhosas.